# 馬卡姆角
54°4′S 37°25′W / 54.067°S 37.417°W
馬卡姆角（英語：Markham Point），是南極洲的海岬，位於南喬治亞群島，處於安珀爾灣的西岸，在1912年被命名和繪入地圖，該海岬由英國海外領土管轄。